# Carte d'anniversaire
Une carte d'anniversaire est une carte postale envoyée pour un anniversaire.
Cette tradition remonte à l'origine de la création de la carte postale.[réf. nécessaire]
L'objectif d'une carte d'anniversaire est de transmettre ses vœux à l'occasion de l'anniversaire d'un ami, d'un membre de la famille ou encore d'un collègue de travail. Mais encore, on peut envoyer une carte d'anniversaire pour une autre occasion que l'anniversaire d'une personne. En effet, sachant qu'on fête l'anniversaire d'une crémaillère ou d'un mariage, les cartes anniversaire peuvent servir en des occasions de manière subjective.

## Liste d'occasions d'anniversaire
- Anniversaire de naissance
- Anniversaire de mariage
- Anniversaire de crémaillère
- Anniversaire première rencontre
- Anniversaire d'animaux de compagnie
- Anniversaire de blogs

## Cartes virtuelles d'anniversaire
Les cartes virtuelles d'anniversaire sont l'évolution des cartes anniversaire postales. On parle de carte virtuelle, un moyen pratique de communiquer ses vœux d'anniversaire. Plusieurs sites s'intéressent à la conception de telles cartes. En effet, elles facilitent beaucoup l'envoi de vœux et il y en a même qui peuvent être personnalisées. On parle alors de cartes virtuelles personnalisables ou de cartes virtuelles multimédias.

## Avantages d'une carte virtuelles d'anniversaire
Les cartes anniversaires  bénéficient des avantages d'une carte virtuelle.
Ainsi, elles peuvent contenir du texte, des images, du son ou encore des vidéos. Elles peuvent aussi être animées et ne servent pas qu'a transmettre ses vœux.
En effet, la personne fêtant son anniversaire peut choisir d'utiliser une carte anniversaire pour inviter ses proches. 